# Kyrkovalet i Svenska kyrkan 2009
Kyrkovalet i Svenska kyrkan 2009 var ett val i Svenska kyrkan som genomfördes den 20 september 2009. Man hade möjlighet att förtidsrösta från den 7 september.
I valet fick alla som var medlemmar i Svenska kyrkan rösta såvida de, senast på valdagen, fyllt 16 år. I kyrkovalet röstar man på nomineringsgrupper. Valet gällde vilka som ska fatta beslut i Svenska kyrkan lokalt (församling och kyrklig samfällighet), regionalt (stift) och på nationell nivå (kyrkomötet).
Valdeltagandet blev 11,9 procent, en minskning med 0,1 procentenheter jämfört med förra valet. 
Totalt tillsattes 28 913 mandat (ordinarie ledamöter).

## Kyrkomötesvalet
Mandatfördelning och röstfördelning efter den slutgiltiga sammanräkningen:
| Nomineringsgrupp                               | Mandat | Mandat | Mandat     | Röstandel | Röstandel | Röstandel              |
|                                                | 2005   | 2009   | Förändring | 2005      | 2009      | Förändring (proc.enh.) |
| ---------------------------------------------- | ------ | ------ | ---------- | --------- | --------- | ---------------------- |
| Arbetarepartiet-Socialdemokraterna (S)         | 71     | 71     | ±0         | 27,93     | 28,32     | +0,39                  |
| Centerpartiet (C)                              | 41     | 34     | −7         | 16,33     | 13,78     | −2,55                  |
| Folkpartister i Svenska kyrkan (FiSK)          | 15     | 13     | −2         | 5,95      | 5,26      | −0,69                  |
| Frimodig kyrka (FK)                            | 7      | 13     | +6         | 2,88      | 5,08      | +2,2                   |
| Kristdemokrater i Svenska kyrkan (KR)          | 17     | 18     | +1         | 6,67      | 6,99      | +0,32                  |
| Kyrklig samverkan i Visby stift (KSV)          | 1      | 1      | ±0         | 0,22      | 0,17      | −0,05                  |
| Miljöpartister i Svenska kyrkan (MPSK)         | 4      | 8      | +4         | 1,66      | 3,16      | +1,5                   |
| Moderata Samlingspartiet (M)                   | 45     | 41     | −4         | 17,83     | 16,18     | −1,65                  |
| Partipolitiskt obundna i Svenska kyrkan (POSK) | 34     | 33     | −1         | 13,64     | 13,16     | −0,48                  |
| Seniorpartiet (SPI)                            | 1      | 1      | 0          | 0,55      | 0,44      | −0,11                  |
| Sverigedemokraterna (SD)                       | 4      | 7      | +3         | 1,74      | 2,86      | +1,12                  |
| Vänstern i Svenska kyrkan (ViSK)               | 3      | 3      | ±0         | 1,13      | 1,25      | +0,12                  |
| Öppen kyrka – en kyrka för alla (ÖKA)          | 7      | 8      | +1         | 2,91      | 3,28      | +0,37                  |
| Gabriel (G)                                    | 1      | –      | −1         | 0,49      | –         | −0,49                  |
| Skanör Falsterbo Kyrkans Väl (SFKV)            | –      | 0      | ±0         | –         | 0,08      | +0,08                  |